# Englerina longiflora
Englerina longiflora är en tvåhjärtbladig växtart som beskrevs av R.M. Polhill & D. Wiens. Englerina longiflora ingår i släktet Englerina och familjen Loranthaceae. Inga underarter finns listade i Catalogue of Life.